# Synagoge Koblenz

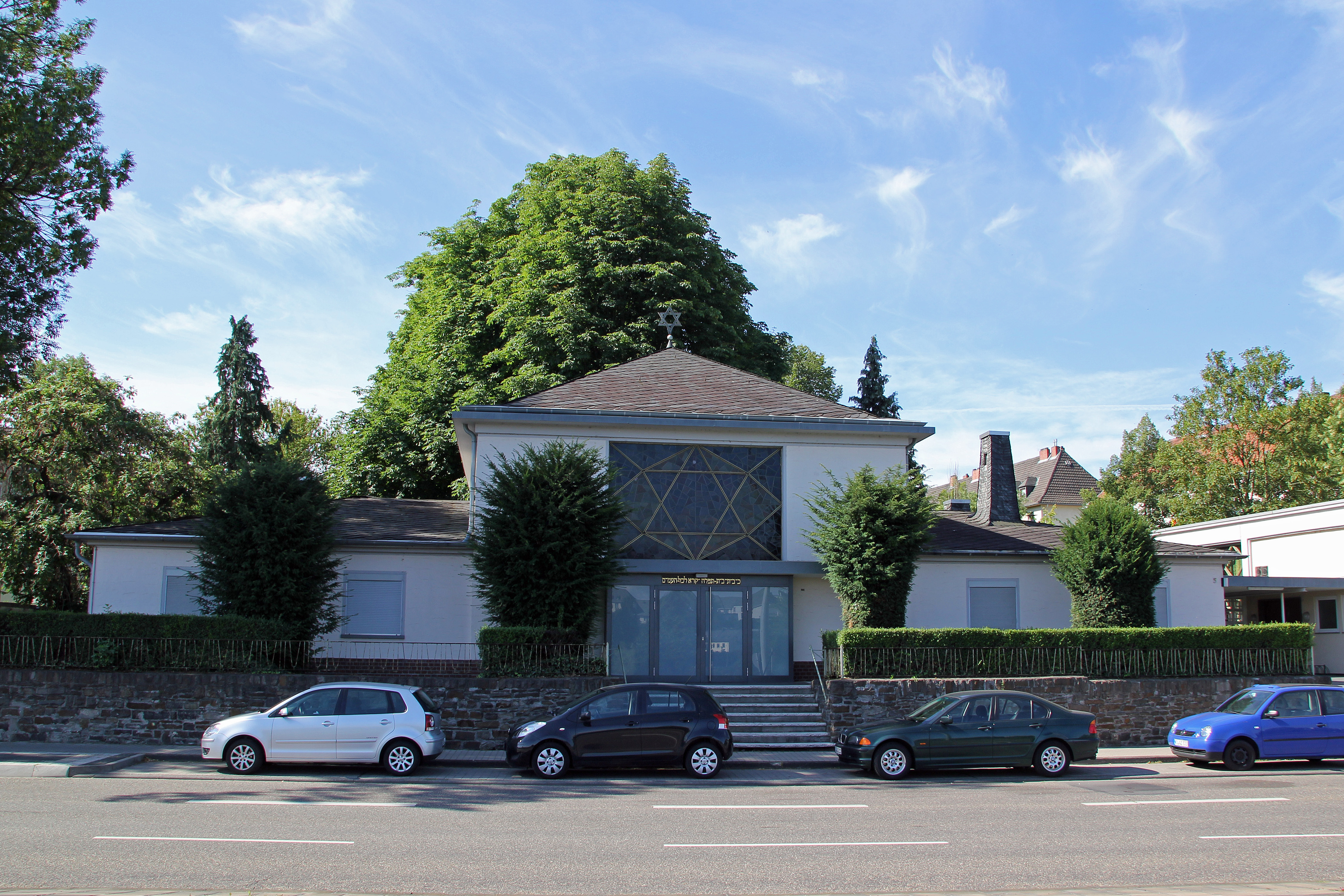
Die Gebetshalle in Koblenz-Rauental

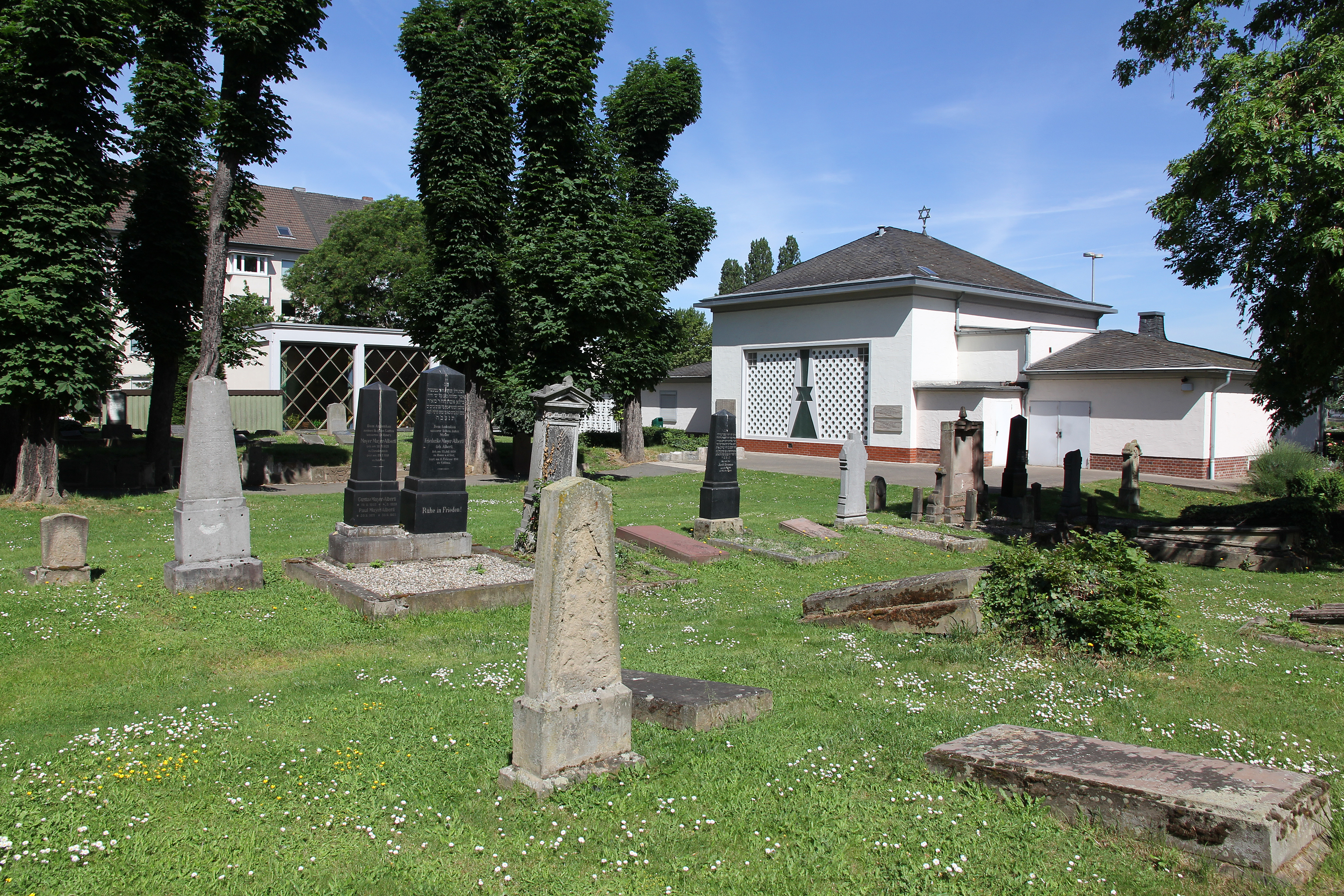
Die Rückseite der Gebetshalle vom Jüdischen Friedhof gesehen

Die Gebetshalle – von vielen irrtümlich Synagoge Koblenz genannt – ist das Gotteshaus der jüdischen Kultusgemeinde von Koblenz und der umliegenden Landkreise. Die heutige Gebetshalle im Stadtteil Rauental war vormals die Trauerhalle des angrenzenden jüdischen Friedhofs. Zuvor befand sich die Synagoge in der Koblenzer Altstadt, zuletzt bis zu ihrer Zerstörung während der Novemberpogrome 1938 im Bürresheimer Hof.

## Geschichte
Bereits seit dem Mittelalter gibt es in Koblenz eine jüdische Gemeinde. Ein Grabstein aus dem Jahr 1149 ist der älteste Nachweis für einen jüdischen Koblenzer. Die Juden siedelten in dieser Zeit in der Altstadt zwischen Alter Burg und Florinskirche. Dort gab es auch eine Judengasse (erste Erwähnung 1276, heutiger Name: Münzstraße), an deren Ende sich das Judentor (1282) in der Stadtmauer befand. Die damalige jüdische Gemeinde besaß bereits eine Synagoge, einen Friedhof und ein Krankenhaus. Erste Pogrome gegen die Koblenzer Juden fanden im 13. Jahrhundert statt, die in der Vernichtung der Gemeinde während der Pestepidemie 1348/1349 gipfelten. In der Folgezeit zogen aber wieder jüdische Familien nach Koblenz. Nachdem Kurtrier alle Juden 1418 aus dem Kurfürstentum auswies, gab es 100 Jahre lang keine Juden in Koblenz. Kurfürst Richard von Greiffenklau zu Vollrads ließ sie erst 1518 für 20 Jahre wieder zu. Im 16. bis 18. Jahrhundert lebten mit kleineren Unterbrechungen immer Juden in Koblenz.
Mit Eroberung von Koblenz durch französische Revolutionstruppen 1794 bekamen die Koblenzer Juden die volle Gleichberechtigung. Im 19. Jahrhundert nahm die Zahl der jüdischen Familien stark zu (1807: 188 Personen, 1858: 415 Personen, 1895: 576 Personen). Obwohl sich deren wirtschaftlichen Verhältnisse verbesserten, war diese Zeit auch von Antisemitismus geprägt. In den Jahren 1847/1848 erwarb die jüdische Gemeinde den Bürresheimer Hof und ließ ihn zur Synagoge umbauen. Während der Reichspogromnacht vom 9. auf den 10. November 1938 wurde das Innere der Synagoge verwüstet, das Gebäude aber wegen der benachbarten Häuser nicht in Brand gesteckt. Im Dezember 1938 "kaufte" die Stadt Koblenz das Gebäude des Bürresheimer Hofes von der jüdischen Gemeinde, ohne dass ein Kaufpreis gezahlt worden wäre.
Schon nach der Machtergreifung der Nationalsozialisten 1933 emigrierten viele Juden ins Ausland und die Zahl der jüdischen Familien sank (1925: etwa 800 Personen, 1933: 669 Personen, 1939: 308 Personen). Die verbliebenen Juden waren starken Repressionen ausgesetzt und mussten ihre Geschäfte aufgeben. Im Jahr 1942 begann die Deportation, bei der aus der Region 870 Juden über den Bahnhof Koblenz-Lützel in die Konzentrationslager des Ostens verschleppt wurden. Das ehemalige Synagogengebäude wurde 1944 durch Bomben weitgehend zerstört.
Nach Ende des Zweiten Weltkriegs 1945 kehrten nur wenige Überlebende nach Koblenz zurück, die aber wieder eine kleine jüdische Gemeinde bildeten. Die Stadt Koblenz erstattete der Gemeinde das ehemalige Synagogengrundstück 1947 zurück und zahlte später eine Entschädigung für die der jüdischen Gemeinde entgangene Nutzung. Wegen ihrer geringen Mitgliederzahl und den sehr schwierigen Verhältnissen entschied sich die fast vollständig ermordete bzw. emigrierte Gemeinde, die zerstörten Gebäude des Bürresheimer Hofes nicht wiederherzustellen, sondern an die Stadt Koblenz zu verkaufen und den Erlös für den Umbau ihrer ehemaligen Friedhofshalle zu nutzen.
Schon seit 1947 nutzte die jüdische Gemeinde die 1925 von Carl Schorn erbaute Trauerhalle am jüdischen Friedhof im Koblenzer Stadtteil Rauental als Gebetsraum. Sie wurde dann 1950/51 von dem Architekten Helmut Goldschmidt umgebaut. In den Jahren 1961/62 erhielt der Gebetsraum einen separaten Gemeindesaal. Nach der Zuwanderung von jüdischen Personen aus den Ländern der ehemaligen Sowjetunion in den 1990er Jahren stieg die Zahl der Gemeindemitglieder auf knapp 1000 Personen (2011) an. Die Kultusgemeinde Koblenz ist zuständig für die Stadt Koblenz sowie für die Landkreise Mayen-Koblenz, Ahrweiler, Cochem-Zell, Rhein-Lahn und Westerwald. Durch die nun wieder größere Zahl der Gemeindemitglieder wurde die umgebaute Friedhofshalle zu klein, auch die Lage auf bzw. an einem Friedhof ist für eine Synagoge nach jüdischem Ritus eigentlich nicht zulässig.
Mit Umzug der Kultureinrichtungen 2013 aus dem Bürresheimer Hof in das neu erbaute Forum Confluentes gab es Bestrebungen, das ehemals als Synagoge genutzte Gebäude wieder der jüdischen Kultusgemeinde zurückzugeben. Jedoch verkaufte die Stadt Koblenz nach längeren Diskussionen den Bürresheimer Hof und weitere historische Gebäude am Florinsmarkt an einen Privatinvestor (ISSOflorinsmarkt GmbH & Co. KG), der die Gebäude sanieren und darin ein hochschulnahes Institut unterbringen will. Seit 2014 ist in Planung, eine neue Synagoge auf einem Areal des im Zweiten Weltkrieg zerstörten Dominikanerklosters in der Weißer Gasse in der Koblenzer Altstadt zu errichten.
Seit 2019 wurde der angrenzende Friedhof durch einen zusätzlichen Zaun auf der Friedhofsmauer und ein abschließbares Tor ergänzt. Davor war der Friedhof für jedermann zugänglich. Die Synagoge wird außerdem von der Polizei Koblenz häufig kontrolliert.

## Bau
Die Gebetshalle in der ehemaligen Trauerhalle ist ein Bau mit einem erhöhten würfelförmigen Mittelteil und jeweils flachen eingeschossigen Seitenflügeln. Das Mittelteil mit flachem Walmdach wird von einem Davidstern bekrönt. Der westliche Seitenflügel war vormals die Wohnung des Friedhofswärters. Der Gebetsraum liegt im Mittelteil und ist auf den um einige Stufen erhöhten Toraschrein im Osten, wo sich vormals der Aufbahrungsplatz der Trauerhalle befand, ausgerichtet.

## Denkmalschutz
Die Gebetshalle der jüdischen Gemeinde Koblenz ist ein geschütztes Kulturdenkmal nach dem Denkmalschutzgesetz (DSchG) und in der Denkmalliste des Landes Rheinland-Pfalz eingetragen. Sie liegt in Koblenz-Rauental in der Denkmalzone Jüdischer Friedhof.
Seit 2002 ist die Gebetshalle Teil des UNESCO-Welterbes Oberes Mittelrheintal.